# Liga de Huesca

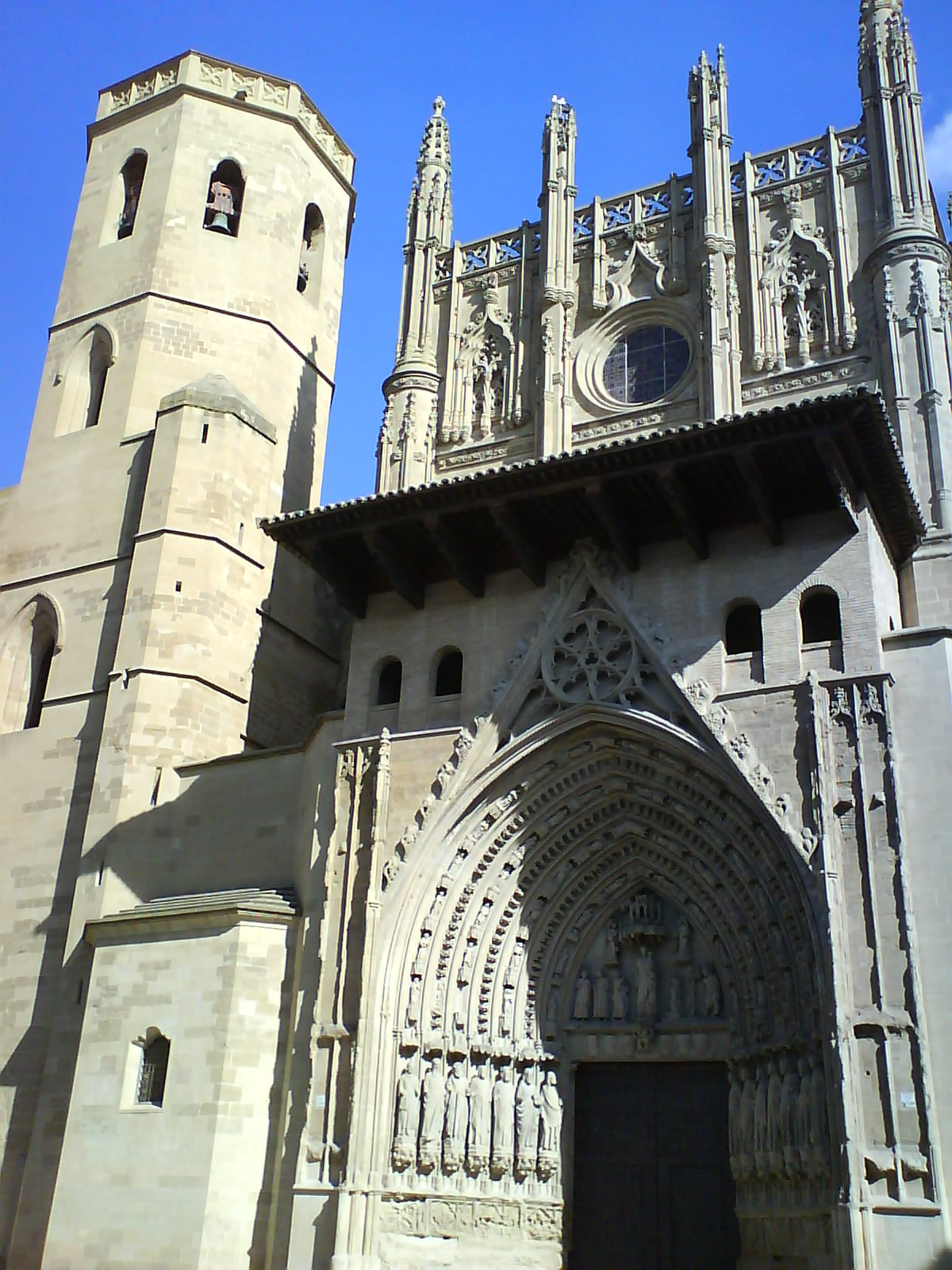
Fachada principal de la Catedral de Huesca. La liga de Huesca, acordada entre todos los reinos cristianos peninsulares a fin de hacer frente al reino de Castilla, fue pactada en 1191.

La Liga de Huesca fue un pacto acordado el día 12 de mayo de 1191 en la ciudad de Huesca entre los representantes de los reyes Alfonso II de Aragón, Sancho VI de Navarra, Alfonso IX de León y Sancho I de Portugal con el propósito de hacer la guerra al reino de Castilla, donde reinaba Alfonso VIII.

## Descripción
En 1191 Sancho I el Poblador, rey de Portugal, propuso al rey Alfonso II de Aragón un pacto para hacer frente al reino de Castilla. Alfonso II de Aragón, que aceptó la propuesta, comunicó al soberano portugués que deseaba que el pacto de alianza frente al reino de Castilla se extendiera al Reino de Navarra y al Reino de León. El pacto acordado entre los cuatro reinos fue llamado la Liga de Huesca, y fue firmado el día 12 de mayo de 1191, en la ciudad de Huesca.
Mediante dicho acuerdo los monarcas firmantes se comprometieron a no entrar en guerra sin el asentimiento de los demás firmantes. Alfonso IX de León, por su parte, firmó el tratado debido a que no confiaba en que su primo Alfonso VIII, rey de Castilla, le devolviese las fortalezas leonesas que el rey leonés le reclamaba, a pesar de que durante las Cortes de Carrión de 1188 el rey de Castilla se había comprometido a devolvérselas. Tras el acuerdo sellado en la ciudad de Huesca, los reyes de Aragón y Navarra invadieron el reino de Castilla, atacando el territorio soriano.
Sin embargo, la coalición pronto perdió a uno de sus miembros, pues en 1192 Alfonso II de Aragón firmó un tratado de paz con Alfonso VIII de Castilla, a pesar de que lo convenido en la Liga de Huesca le obligaba a no solicitar acuerdos de paz sin el consentimiento de los otros estados miembros de la Liga. La defunción de Sancho VI el Sabio, rey de Navarra, ocurrida el año 1194, y el desinterés de su sucesor, el rey Sancho VII de Navarra en proseguir la guerra contra Castilla, así como la fluctuación de las relaciones entre los reinos de Portugal y León, debido al matrimonio de Alfonso IX de León con Teresa de Portugal, que fue considerado incestuoso por la autoridad eclesiástica, debilitaron las intenciones de los soberanos coaligados en la Liga de Huesca para hacer la guerra a Castilla.
En 1194 Alfonso IX de León y Alfonso VIII de Castilla, mediante la intervención de la Santa Sede, pusieron fin a la guerra mediante la firma del tratado de Tordehumos, que fue firmado en la localidad vallisoletana de Tordehumos el día 20 de abril de 1194.